# Tiberius Julius Mithridates

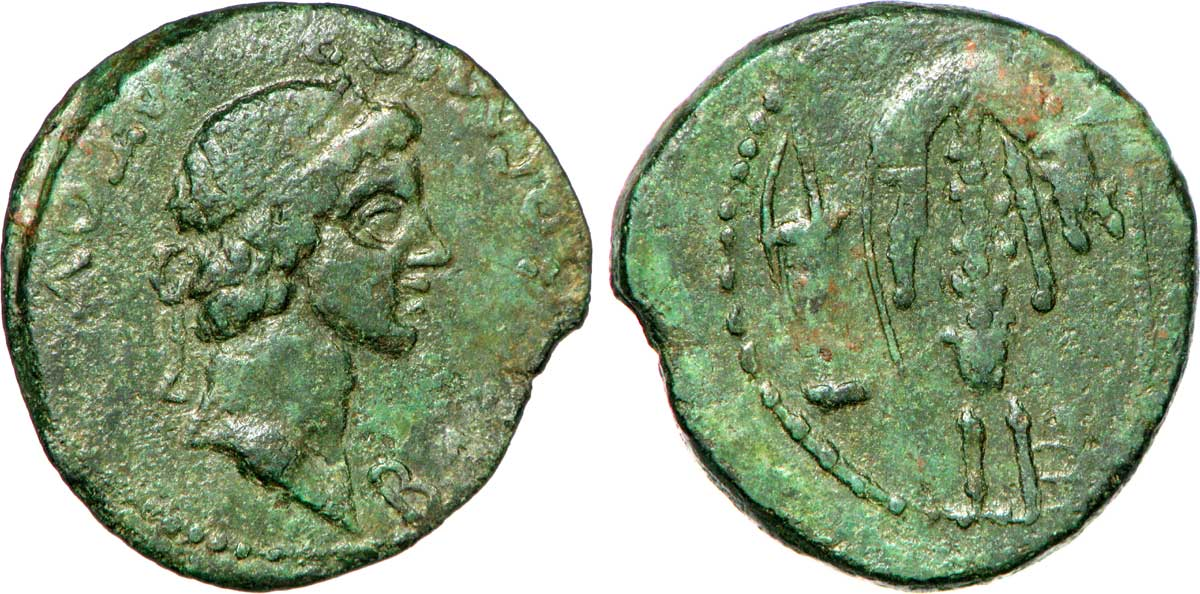
Tiberius Julius Mithridates

Tiberius Julius Mithridates Philogermanicus Philopatris, đôi khi được gọi là Mithridates III của Bosporos (tiếng Hy Lạp: Τιβέριος Ιούλιος Μιθριδάτης Φιλογερμανικος Φιλοπατρíς, Philopatris có nghĩa là người yêu tổ quốc, thế kỷ thứ 1 TCN, qua đời năm 68) là một vị vua chư hầu của La Mã và là vua của vương quốc Bosporos.

## Thân thế
Mithridates là con trai cả của vị vua chư hầu La Mã Aspurgus với Gepaepyris. Người em trai của ông là hoàng tử và cũng là vị vua tương lai Cotys I. Ông là một hoàng tử mang huyết thống Hy Lạp, Iran và La Mã. Ông là người cháu nội đầu tiên và là cháu trai của vua Bosporos Asander với nữ hoàng Dynamis và còn là của vua chư hầu La Mã xứ Thrace, Cotys VIII và Antonia Tryphaena.
Thông qua bà ngoại của mình, Antonia Tryphaena, ông là hậu duệ của vị tam hùng La Mã Marcus Antonius. Tryphaena là người chắt gái đầu tiên của vị tam hùng. Thông qua Tryphaena, Mithridates cũng có quan hệ họ hàng với các thành viên khác nhau của các triều đại Julio-Claudius.
Thông qua Aspurgus, Mithridates là hậu duệ của các vị vua Hy Lạp Macedonia: Antigonos I Monophthalmos, Seleukos I Nikator và quan nhiếp chính, Antipater. Ba người này phục vụ dưới thời vua Alexandros Đại đế. Mithridates đã được đặt tên theo tên của tổ tiên ông, vua Mithridates VI của Pontos.

## Sự nghiệp
Có ít thông tin được biết đến về những năm tháng đầu đời của Mithridates. Khi Aspurgus qua đời vào năm 38, Mithridates đã trở thành vị vua đồng cai trị với mẹ của mình, Gepaepyris. Vào một thời điểm nào đó trước năm 45, Hoàng đế La Mã Claudius, đã cho Mithridates cai trị toàn bộ vương quốc Bosporos. Claudius đã công nhận và phong cho ông là vị vua hợp pháp của Bosporos. Trong năm 45, vì một lý do không rõ nào đó, Claudius đã bắt Mithridates phải thoái vị và thay thế ông bằng cậu em trai là Cotys I. Claudius đã cho rút các đơn vị đồn trú La Mã dưới quyền Aulus Didius Gallus khỏi vương quốc Bosporos và chỉ để lại một vài cohort cùng với viên kỵ sĩ La Mã Gaius Julius Aquila ở Bosporos.
Mithridates xem thường điều này. Ông không tin Cotys I, Aquila và cố gắng để giành lại ngai vàng của mình. Mithridates đã có thể lôi kéo các thủ lĩnh của các bộ lạc địa phương và khiến họ đào ngũ rồi trở thành đồng minh của ông. Nhờ thế mà ông đã có thể nắm quyền kiểm soát các bộ lạc địa phương và tập hợp được một đội quân để có thể tuyên chiến với Cotys I và Aquila. Khi Cotys I và Aquila nghe tin tức về cuộc chiến này, họ lo sợ rằng cuộc xâm lược sắp xảy ra. Cả hai đều biết rằng họ có sự hỗ trợ từ Claudius. Mithridates cùng với quân đội của ông đã quyết chiến với quân đội của Cotys I và đạo quân của Aquila, trong một cuộc chiến tranh kéo dài ba ngày, nhưng kết quả là Cotys I và Aquila đã giành được chiến thắng dễ dàng tại sông Don.
Mithridates biết rằng kháng cự là vô vọng và cân nhắc cầu xin một lời thỉnh cầu sự tha thứ tới Claudius. Mithridates đã quay sang nhờ một thành viên của bộ lạc địa phương có tên là Eunones, giúp đỡ ông. Eunones sau đó đã phái sứ thần đến Rome và dâng lên Claudius một lá thư từ Mithridates.
Trong lá thư của Mithridates gửi cho Hoàng đế, Mithridates đã chào hỏi và bày tỏ với ông một niềm vinh dự lớn lao và sự tôn trọng của vị vua này đối với vị vua kia. Mithridates đã cầu xin Claudius tha thứ cho mình và tha cho được thoát khỏi một đám rước khải hoàn hoặc hình phạt tử hình. Claudius đã không chắc chắn về việc làm thế nào để trừng phạt hay đối phó với Mithridates. Mithridates đã bị bắt và đưa đến Rome như một tù nhân.
Claudius đã rất ấn tượng với sự cầu xin dung thứ của Mithridates từ bức thư của ông và cho phép Mithridates được sống sót. Ông đã được tha thứ và không phải chịu bất kỳ hình phạt tử hình và lưu đày nào. Mithridates đã sống như một vị vua bị lưu đày cơ cực cho đến khi ông qua đời. Ông không bao giờ kết hôn và cũng không có con.